# 陈耀文
陈耀文（1524年—1605年?），字晦伯，號筆山，确山（今河南確山）人。明朝政治人物。

## 生平
約嘉靖三年（1524年）生。耀文“生而颖异，日记数千言”，有神童之譽。嘉靖二十二年（1543年）癸卯科河南鄉試第十五名举人，嘉靖二十九年（1550年）中庚戌科进士，授中书舍人，三十三年五月升刑科给事中，三十五年五月升工科右，督造帝真殿，三十六年正月升本科左，後因忤怒权贵，谪官魏县（今河北大名）丞，量移淮南（今江蘇淮安）推官，在淮安与吴承恩有往來，又官宁波、苏州同知。官至南京户部贵州司郎中，隆庆四年（1570年）九月升江西布政司左参议，五年五月升浙江按察司副使。六年八月升陕西行太僕寺卿，以路遠未到任，告歸鄉里。約卒於万历三十三年（1605）。
陈耀文一生著述等身，嘉靖三十年（1557年）曾主編《确山县志》两卷。又著有《正杨》四卷，此書纠正杨慎《丹铅录》一書凡一百五十条錯誤。另有《天中記》六十卷、《经典稽疑》二卷、《花草粹编》十二卷、《学圃萱苏》六卷、《学林就正》一卷等。

## 家族
曾祖陳仁，歲貢生；祖陳萬言，衛經歷；父陳惟精、母張氏。重慶下，弟耀武、耀勳、耀儒、耀德。